# Lisowo (powiat stargardzki)
Lisowo (niem. Vossberg) – wieś w Polsce położona w województwie zachodniopomorskim, w powiecie stargardzkim, w gminie Chociwel, na Pojezierzu Ińskim, przy linii kolejowej 202 Gdańsk-Stargard z przystankiem Lisowo, położona 5 km na południowy zachód od Chociwla (siedziby gminy) i 20 km na północny wschód od Stargardu (siedziby powiatu).
W latach 1975–1998 miejscowość należała administracyjnie do województwa szczecińskiego.

## Zabytki
- park dworski, pozostałość po dworze[4].
- kościół pw. Matki Boskiej Częstochowskiej. Zbudowany został z kamienia polnego, częściowo obrobionego, na planie prostokąta. Nie posiada wieży ani wyodrębnionego prezbiterium. Obok kościoła zachowały się pozostałości po dawnym cmentarzu w postaci kilku żeliwnych krzyży nagrobnych[5].